# جير غارسيا
جير غارسيا (بالإسبانية: Jair García)‏ هو لاعب كرة قدم مكسيكي في مركز الهجوم، ولد في 25 أكتوبر 1978 في غوادالاخارا في المكسيك. شارك مع منتخب المكسيك لكرة القدم. أما مع النوادي، فقد لعب مع زاكاتيبيك وسانتوس لاغونا وكروز آزول وكلوب ليون ونادي أطلس ونادي بويبلا ونادي غوادالاخارا ونادي مونتيري.

## وصلات خارجية
- جير غارسيا على موقع قاعدة بيانات كرة القدم.إي يو (الإنجليزية)
- جير غارسيا على موقع ناشيونال فوتبول تيمز (الإنجليزية)
- جير غارسيا على موقع Soccerway.com (الإنجليزية)